# هارالد جنسن
هارالد جنسن (بالنرويجية البوكمول: Harald Jensen)‏ هو لاعب رماية نرويجي، ولد في 18 ديسمبر 1966.

## وصلات خارجية
- هارالد جنسن على موقع الاتحاد الدولي (الإنجليزية)
- هارالد جنسن على موقع أوليمبيديا (الإنجليزية)